# Hostěnice
Hostěnice település Csehországban, a Brno-vidéki járásban. Hostěnice Březina, Mokrá-Horákov, Račice-Pístovice, Bukovinka, Bukovina, Sivice, Pozořice, Ochoz u Brna és Olšany településekkel határos. Lakosainak száma 847 fő (2024. január 1.).

## Népesség
A település lakosságának változását az alábbi diagram mutatja:
| Lakosok száma | 435  | 534  | 596  | 539  | 510  | 450  | 747  | 791  | 810  | 847  |
|               | 1869 | 1890 | 1921 | 1950 | 1980 | 2001 | 2017 | 2019 | 2022 | 2024 |